# Maßnahmenbeschwerde
Eine Maßnahmenbeschwerde ist ein im österreichischen Verwaltungsrecht geschaffenes Rechtsmittel über Beschwerden von Personen, die behaupten, durch die Ausübung unmittelbarer verwaltungsbehördlicher Befehls- und Zwangsgewalt in ihren Rechten verletzt zu sein (Art. 130 Abs. 1 Z 2 B-VG). Die Beschwerde ist grundsätzlich innerhalb von sechs Wochen beim zuständigen Verwaltungsgericht einzubringen, in dessen Sprengel dieser Verwaltungsakt gesetzt wurde (vgl. § 7 Verwaltungsgerichtsverfahrensgesetz).
Die Beschwerde muss unter anderem die Bezeichnung des Verwaltungsaktes, den Sachverhalt, die Gründe, auf die sich die Behauptung der Rechtswidrigkeit stützt, das Begehren, den angefochtenen Verwaltungsakt für rechtswidrig zu erklären und die Angaben, die erforderlich sind, um zu beurteilen, ob die Beschwerde rechtzeitig eingebracht ist, enthalten.

## Kosten
Gemäß § 35 Verwaltungsgerichtsverfahrensgesetz sind der obsiegenden Partei die Kosten im Verfahren über Beschwerden wegen Ausübung unmittelbarer verwaltungsbehördlicher Befehls- und Zwangsgewalt  zu ersetzen. Somit muss auch der von einer Ausübung unmittelbarer verwaltungsbehördlicher Befehls- und Zwangsgewalt Betroffene der Behörde die Kosten ersetzen, wenn er nicht beweisen kann, dass diese rechtswidrig gehandelt hat und die Beschwerde zurückgewiesen oder abgewiesen wird oder vom Beschwerdeführer vor der Entscheidung durch das Verwaltungsgericht zurückgezogen wird.
Dabei hat die unterlegene Partei grundsätzlich auf Antrag folgende Aufwendungen zu ersetzen:
- die Kommissionsgebühren sowie die Barauslagen, für die der Beschwerdeführer aufzukommen hat,
- die Fahrtkosten, die mit der Wahrnehmung seiner Parteirechte in Verhandlungen vor dem Verwaltungsgericht verbunden waren, sowie
- die durch Verordnung des Bundeskanzlers festzusetzenden Pauschalbeträge für den Schriftsatz-, den Verhandlungs- und den Vorlageaufwand.[1]

Für den Ersatz der den Behörden erwachsenden Kosten wurde ein Pauschalbetrag festgesetzt, der dem durchschnittlichen Vorlage-, Schriftsatz- und Verhandlungsaufwand der Behörden entspricht.
Mit der VwG-Aufwandersatzverordnung wurden folgende Pauschalbeträge ab 1. Januar 2014 festgesetzt:
1. Ersatz des Schriftsatzaufwands des Beschwerdeführers als obsiegende Partei: 737,60 Euro,
2. Ersatz des Verhandlungsaufwands des Beschwerdeführers als obsiegende Partei: 922,00 Euro,
3. Ersatz des Vorlageaufwands der belangten Behörde als obsiegende Partei: 57,40 Euro,
4. Ersatz des Schriftsatzaufwands der belangten Behörde als obsiegende Partei: 368,80 Euro,
5. Ersatz des Verhandlungsaufwands der belangten Behörde als obsiegende Partei: 461,00 Euro,
6. Ersatz des Aufwands, der für den Beschwerdeführer mit dem Antrag auf Wiederaufnahme des Verfahrens verbunden war (Schriftsatzaufwand): 553,20 Euro,
7. Ersatz des Aufwands, der für die belangte Behörde mit dem Antrag auf Wiederaufnahme des Verfahrens verbunden war (Schriftsatzaufwand): 276,60 Euro.

Es besteht somit für einen Betroffenen, der die Maßnahmenbeschwerde in Österreich erhebt und die Verletzung seiner Rechte durch die Ausübung unmittelbarer verwaltungsbehördlicher Befehls- und Zwangsgewalt nicht beweisen kann, ein erhebliches Kostenrisiko.